# Heteropolygonatum roseolum
Heteropolygonatum roseolum là một loài thực vật có hoa trong họ Măng tây. Loài này được M.N.Tamura & Ogisu mô tả khoa học đầu tiên năm 1997.